# 羅斯諸公國
羅斯諸公國，又稱诸罗斯，是指中世紀及以前位處今白俄罗斯、俄罗斯和乌克兰境内的基輔羅斯和東斯拉夫部落和国家。

## 原始時代的斯拉夫人
参见原始斯拉夫语言
石器时代和青铜时代的氏族文明，直到上古晚期的部落社會時期，才被早期斯拉夫人所替換或兼併。
- 比克山文化（英语：Bükk culture）
- 地下墓穴文化（英语：Catacomb culture）
- 切爾納沃德文化（英语：Cernavodă culture）
- 庫庫泰尼-特里皮里安文化
- 绳纹器文化
- 第聶伯-頓涅茨文化（英语：Dnieper-Donets culture）
- 球型雙耳瓶文化（英语：Globular Amphora culture）
- 赫瓦林斯克文化（英语：Khvalynsk culture）
- 科爾恰克文化（英语：Korchak culture）
- 利皮扎文化（英语：Lipiţa culture）
- 盧薩蒂亞文化（英语：Lusatian culture）
- 馬里烏波爾文化（英语：Mariupol culture）
- 中第聂伯文化（英语：Middle Dnieper culture）
- 波美拉尼亞文化（英语：Pomeranian culture）
- 普熱沃斯克文化（英语：Przeworsk culture）
- 薩馬拉文化（英语：Samara culture）
- 斯魯納亞文化（英语：Srubnaya culture）
- 斯雷德尼斯托克文化
- 特日齊涅茨文化（英语：Trzciniec culture）
- 烏薩托夫文化（英语：Usatove culture）
- 维涅季人
- 颜那文化

## 古代
參見早期斯拉夫人、斯拉夫民族和波罗的斯拉夫语言
斯拉夫人是铁器时代&移民时代歐洲裡面的一個多元化部落社会羣體，其諸多的部落組織為當代的斯拉夫国家奠定了基礎。
- 安特人
- 切爾諾萊斯文化（英语：Chernoles culture）
- 切尔尼亚霍夫文化
- 彭科夫卡文化（英语：Penkovka culture）
- 卡舒比人
- 古基辅文化（英语：Kyiv culture）
- 克里维奇
- 諾夫哥羅德斯拉夫人（英语：Novgorod Slavs）
- 莱基特
- 米洛格勒文化（英语：Milograd culture）
- 奧博特人
- 波拉比亚斯拉夫人
- 斯克拉韋尼人（英语：Sclaveni）
- 韋萊蒂人（英语：Veleti）

## 中世纪早期（c. 500 – 1097）
參見斯拉夫化，斯拉夫民族，东斯拉夫人，西斯拉夫人，南斯拉夫人
- 阿薩尼亞人（英语：Arsania）
- 庫亞維亞人（英语：Kuyaba）
- 德雷戈維奇人（英语：Dregoviches）
- 德列夫利安人
- 杜利比人
- 克里维奇人
- 波利安人
- 拉迪米克斯人（英语：Radimichs）
- 塞維利亞人（英语：Severians）
- 泰伯利亞人（英语：Tivertsi）
- 乌利奇人
- 維亞蒂奇人（英语：Vyatichi）
- 白克羅地亞人
- 羅斯汗國 (839-882)
- 諾夫哥羅德羅斯(862-882)
- 基辅罗斯(882–1097)

## 柳別奇會議及之後 (1097–1237)
- 基辅公国

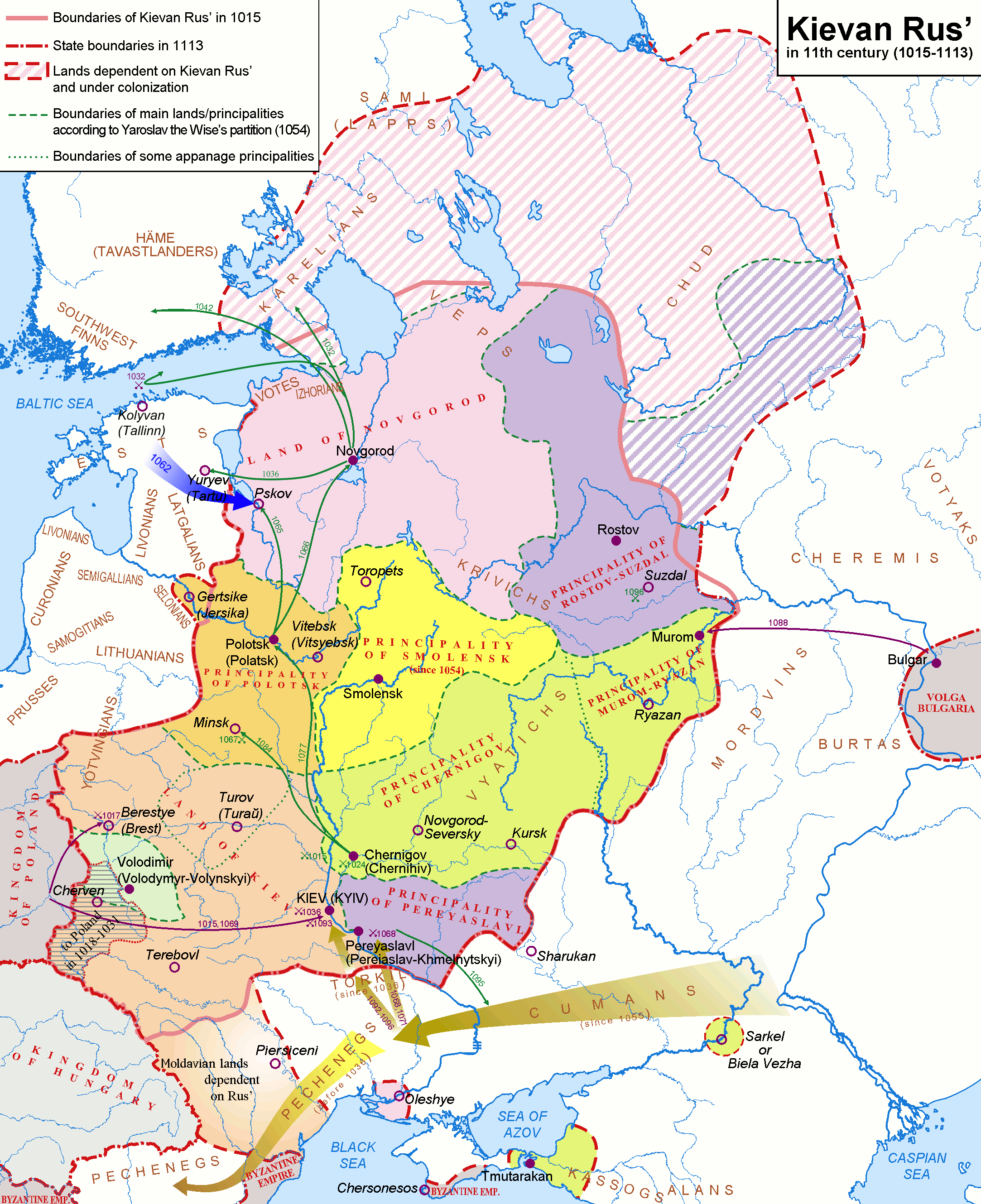
1097年柳別奇會議後的基辅罗斯版圖。

- 加利西亚-沃里尼亚王国（1199年加利奇和沃里尼亞公國合併後成立）
  - 加利奇公國（自1124年）
    - 特雷波夫利亞公國（至1141年；併入加利奇公國）

  - 沃尔希尼亚公国（自1154年）
- 罗斯托夫-苏兹达尔公国（自1157年 -弗拉基米尔-苏兹达尔公国）
  - 罗斯托夫公国（自1207年）
    - 乌格利奇公国（自1216年）

  - 雅罗斯拉夫尔公国（1218年起）
- 诺夫哥罗德共和国（自1136年）
  - 普斯科夫共和国（约1200年起）
- 斯摩棱斯克公国
  - 托罗佩斯公国（自1126年）
- 波洛茨克公国
  - 德鲁茨克公国（1101年起）
  - 维捷布斯克公国（自1101年）
  - 格罗德诺公国（1117年起）
  - 科克内塞公国(1180–1206年)
  - 杰西卡公国（自1203年）
  - 明斯克公国（自1070年）
- 佩列亚斯拉夫尔公国
- 图罗夫和平斯克公国
- 切尔尼戈夫公国
  - 弗希日公国（自1156年）
  - 基泽尔斯克公国（自1235年）
- 诺夫哥罗德-谢维尔斯克公国（與切爾尼戈夫作個人名義聯盟）
  - 普蒂维尔公国（自1150年）
  - 里尔斯克公国（自1152年）
  - 库尔斯克公国（自1195年）
- 梁赞公国
  - 穆罗姆公国（自1127年）
  - 普伦斯克公国（自1129年）
  - 科洛姆纳公国（自1165年）
- 佩雷米希尔公国（歸屬加利西亚-沃利尼亚大公国，後併入波兰王国）
- 穆塔拉坎公國（1097年被库曼人摧毁）

## 蒙古入侵和桎梏時代（1237-1380）
由蒙古入侵罗斯到库利科沃战役
- 基辅大公国（1362年歸入立陶宛）
- 加利西亚大公国-沃里尼亚（自1253年 - 王國；1349年歸入立陶宛大公国&波兰王国）
- 弗拉基米尔-苏兹达尔大公国
  - 弗拉基米尔公国（1238年起；1364年歸入莫斯科公國）
  - 貝洛澤羅公國（自1238年）
  - 特维尔公国（自1246年）
  - 莫斯科公国（自1276年；自1330年 - 大公國）
  - 苏兹达尔公国——下诺夫哥罗德（1341年起）
- 切尔尼戈夫大公国
- 诺夫哥罗德共和国
  - 大彼尔姆公国（1323年起）
- 普斯科夫共和国
- 斯摩棱斯克公国
  - 托罗佩斯公国（與斯摩棱斯克作個人名義聯盟；1362年歸入立陶宛）
- 波洛茨克公国（1307年歸入立陶宛）
  - 格罗德诺公国（1315年歸入立陶宛）
  - 维捷布斯克公国（1320年歸入立陶宛）
  - 明斯克公国（1326 年歸入立陶宛）
- 图罗夫和平斯克公国（1336年歸入立陶宛）
- 梁赞公国
- 诺夫哥罗德-谢维尔斯克公国（1356年歸入立陶宛）
  - 特鲁别茨克公国（自1357年）
- 罗斯托夫公国
- 雅罗斯拉夫尔公国
- 佩列亚斯拉夫尔公国（1239年被蒙古人摧毁）

## 莫斯科公國崛起（1380-1480）

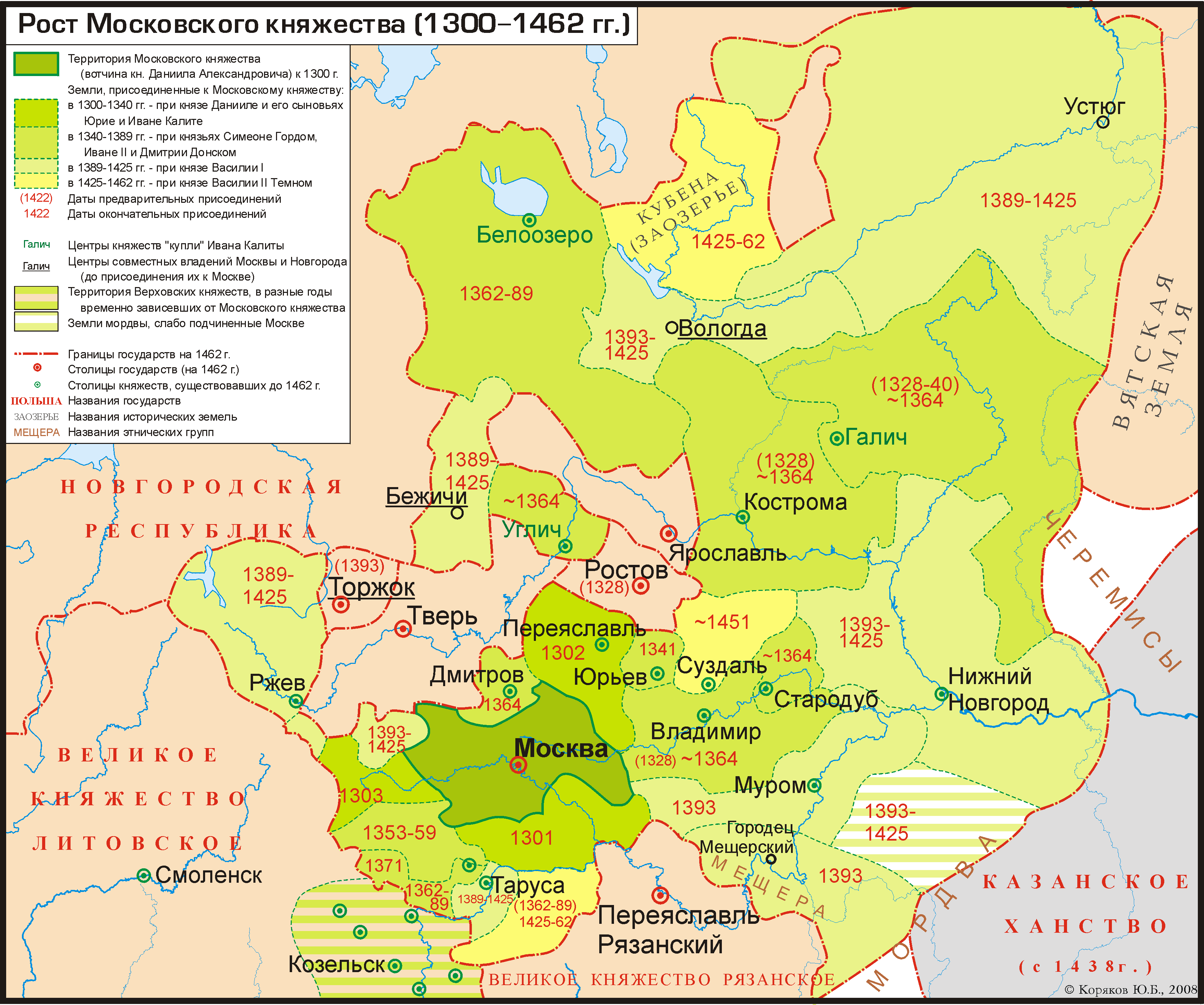
莫斯科大公国。

库利科沃战役之後
- 莫斯科大公国
- 塔鲁萨公国（1395年歸入莫斯科）
- 穆罗姆公国（1393年歸入莫斯科）
- 苏兹达尔-下诺夫哥罗德公国（1425年歸入莫斯科）
  -  苏兹达尔公国（1451年歸入莫斯科）
- 雅罗斯拉夫尔公国（1471年歸入莫斯科）
- 罗斯托夫公国（1474年歸入莫斯科）
- 诺夫哥罗德共和国（1478年歸入莫斯科）
- 大彼尔姆公国
- 特维尔大公国
- 梁赞大公国
- 普斯科夫共和国
- 贝卢泽罗公国
- 特鲁别茨克公国
- 斯摩棱斯克公国（1404年歸入立陶宛）
- 斯塔羅杜布公國（1406年歸入立陶宛）
- 切尔尼戈夫大公国（1406 年歸入立陶宛）
- 諾沃西利公國（1425年歸入立陶宛）
  - 沃罗廷斯克公国（1407年歸入立陶宛）
  - 别廖夫公国（1407年歸入立陶宛）
- 摩萨尔斯克公国
- 梅泽茨克公国

## 大公國到帝國（自1480年起）
烏格拉河對峙之後
 莫斯科大公国
- 特维尔大公国（1485年歸入莫斯科）
- 貝洛澤羅公國（1485年歸入莫斯科）
- 摩萨尔斯克公国（1494年歸入莫斯科）
- 梅泽茨克公国（1504年歸入莫斯科）
- 大彼尔姆公国（1505年歸入莫斯科）
- 普斯科夫共和国（1510年歸入莫斯科）
- 梁赞大公国（1521年歸入莫斯科）
- 特鲁别茨克公国（1566年歸入沙皇國）

 原金帐汗国諸政權
- 喀山汗国（1552年歸俄国沙皇国）
- 阿斯特拉罕汗国（1556年歸沙皇國）
- 西伯利亚汗国（1598年歸沙皇國）
- 诺盖部落（1634年歸沙皇國）
- 卡西姆汗国（1681年歸沙皇國）
- 克里米亚汗国（1783年歸俄罗斯帝国）
- 哈萨克汗国（1847年歸帝國）
- 布哈拉酋长国（自 1868年起成為俄方保護國）
- 希瓦汗国（自 1873年起成為俄方保護國）
- 浩罕汗国（1883年歸帝國）

 立陶宛大公国
直到1569年卢布林联盟，之後參見波兰立陶宛联邦。

## 現代（1917年始）
二月革命後：
- 俄罗斯共和国
- 俄罗斯苏维埃联邦社会主义共和国→ 苏联
- 乌克兰（ 乌克兰国， 乌克兰西部）
- 顿河共和国→ 南俄罗斯
- 库班人民共和国
- 白俄羅斯社會主義蘇維埃共和國 → 利特贝尔→ 白俄罗斯苏维埃社会主义共和国→ 苏联
- 白俄罗斯人民共和国（  東部領地 ）
- 苏维埃乌克兰→ 乌克兰苏维埃社会主义共和国→ 苏联
- 喀尔巴阡-乌克兰

冷战後：
- 俄罗斯联邦
- 乌克兰
- 白俄罗斯共和国